# Чиколоапан
Чиколоапан (исп. Chicoloapan)  —   муниципалитет в Мексике, входит в штат Мехико. Население — 77 579 человек.